# پذیرش (فیلم)
پذیرش (به انگلیسی: Admission) فیلمی محصول سال ۲۰۱۳ و به کارگردانی پال وایتز است. در این فیلم بازیگرانی همچون تینا فی، پل راد، مایکل شین، لیلی تاملین، والاس شاون، نات وولف، گلوریا روبن، کریستوفر ایوان ولچ، سونیا والگر، لیا هنکوک ایفای نقش کرده‌اند.